# Lac Morialice
Lac Morialice är en sjö i Kanada.   Den ligger i regionen Lanaudière och provinsen Québec, i den sydöstra delen av landet, 230 km nordost om huvudstaden Ottawa. Lac Morialice ligger 427 meter över havet.
I omgivningarna runt Lac Morialice växer i huvudsak blandskog. Trakten runt Lac Morialice är nära nog obefolkad, med mindre än två invånare per kvadratkilometer.